# Pico do Monte Negro
Pico do Monte Negro é o ponto mais alto do estado do Rio Grande do Sul, Brasil.
Está a 1410 m de altitude (outras fontes referem 1403 m), na borda do cânion de mesmo nome, a 45 km da sede de São José dos Ausentes, com acesso pela estrada Municipal Silveira.